# Scotophilus marovaza
Scotophilus marovaza é uma espécie de morcego da família Vespertilionidae. Endêmica do oeste de Madagascar.